# مدیاگابلین
GNU MediaGoblin که با نام‌های Media Goblin یا GMG هم شناخته می‌شود، بستر وب‌محور نامتمرکز آزاد برای میزبانی و به اشتراک‌گذاری انواع فایل‌های دیجیتال است. این بستر تلاش می‌کند جایگزینی قابل توسعه، یکپارچه و آزاد برای سرویس‌هایی مثل فلیکر، DeviantArt و یوتیوب باشد. مدیاگابلین با زبان پایتون نوشته شده و از مانگودی‌بی به عنوان پایگاه‌داده استفاده می‌کند.

## تاریخچه
ایده شکل‌گیری مدیاگابلین به سال ۲۰۰۸ باز می‌گردد؛ زمانی که یک گردهمایی در بنیاد نرم‌افزارهای آزاد به منظور بحث درباره مسیر ارتباطات اینترنتی برگزار شد. در آن همایش ساختارهای محدودکننده و متمرکز بررسی شده و مشکلات آنها از نظر فنی و اخلاقی مطرح شد. سرویس‌هایی که از چنین ساختارهایی استفاده می‌کنند به بی‌طرفی و موجودیت اینترنت، لطمه خواهند زد. بعد از مدتی تعدادی پروژه برای حل این مشکلات ظاهر شدند مثل Identia.ca ،Libre.fm و Diaspora.
کدنویسی مدیاگابلین در سال 2011 شروع شد و همچنان در حال توسعه است:
- 24/8/2012: انتشار نگارش 0.3.1، با پشتیبانی از تم‌ها
- از اکتبر ۲۰۱۲ تا ۹ نوامبر از طریق بنیاد نرم‌افزارهای آزاد (FSF) یک کمپین سرمایه‌گذاری جمعی برای پروژه برگزارشد.
- 20/12/2012: انتشار نگارش 0.3.2 با قابلیت پشتیبانی از مدل‌های سه بعدی، مجموعه‌ها و عرضه API.
- 12/3/2012: انتشار نگارش 0.3.3 با بهبودهایی در رابط کاربری و API و همچنین جلوگیری از پردازش غیرضروری بعضی از ویدئوها.
- 17/6/2013: عرضه نگارش 0.4.0 با اضافه شدن سیستم جدید پلاگین، پشتیبانی از PDF و ODF و با به کارگیری PDF.js و LibreOffice؛ پیاده‌سازی آزمایشی Piwigo API.
- 5/9/2013: انتشار نگارش 0.5.0 و اضافه شدن سیستم احراز هویت سایر سرویس‌ها (از جمله OpenID و Mozilla Persona)
- 3/12/2013: انتشار نگارش 0.6.0 با پشتیبانی از مدیریت وب‌محور برای مجوزهای کاربر، دریافت شکایت مالکان فایل‌ها، آپلودهای غیرتعاملی، احراز هویت از طریق LDAP و سهمیه‌بندی استفاده از دیسک توسط کاربران.

## طراحی و ویژگی‌ها
مدیاگابلین پروژه‌ای از گنو است و کد آن تحت شرایط مجوز عمومی همگانی آفرو (Affero General Public License) منتشر می‌شود: یعنی این بستر وفادار به اصول جنبش نرم‌افزارهای آزاد و متن‌باز است. کپی‌رایت سایر موارد (مثل طراحی، لوگو و ...) در مدیاگوبلینPublic Domain است. توسعه‌دهنده اصلی بستر «کریستوفر آلان وبر» است و نام مدیاگابلین که با تلفظ واژه gobbling جناس دارد را برای پروژه انتخاب کرده است. نماد پروژه هم یک کاراکتر دیو مانند بنفش رنگ به نام گابلین است و ظاهر آن با کلاه معروفی که به سر دارد، شما را به یاد هنرمندان خواهد انداخت.
بعد از نصب و راه‌اندازی در صفحه اصلی شاهد یک بنر با عنوان MediaGobling خواهید بود که در قسمت بالای صفحه قرار دارد، همچنین بخشی برای احراز هویت و ورود کاربران. سایر فضاهای باقی‌مانده به تصویرک‌های (Thumbnail) جدیدترین فایل‌های ارسال شده روی شبکه، اختصاص داده می‌شود. هر کاربر یک نمایه شخصی دارد که شامل دو قسمت عمودی است؛ یکی برای بارگذاری که در قالب یک گالری منظم خواهند شد و قسمتی دیگر برای شخصی‌سازی حساب کاربری. این بستر به جای اشغال بیهوده فضا برای نشان دادن انواع دکمه‌ها و سایر گزینه‌های غیرضروری، روی نمایش فایل‌ها متمرکز می‌شود؛ با این حال نظرات را می‌توان زیر بخش شرح فایل‌ها اضافه کرد. البته برای بهبود تجربه استفاده از مدیاگابلین و اضافه کردن ویژگی‌هایی مثل برچسب‌ها، ابرداده‌ها، مجوز CC و پشتیبانی از GPS باید از پلاگین‌هایی جداگانه استفاده کرد.
در حال حاضر این بستر قادر به میزبانی و نمایش انواع فایل‌هاست:
- در نگارش 0.3.1، پشتیبانی از متن ساده و تصاویری با فرمت PNG و JPEG به صورت پیش‌فرض وجود داشت.
- قابلیت‌های HTML5 برای نمایش ویدئو و صوت به فرمت WebM به طور گسترده در این بستر به کار گرفته می‌شوند؛ فرمت‌های FLAC، WAV و MP3 هنگام بارگذاری به صورت خودکار به فرمت صوتی Vorbis تبدیل شده و سپس به قالب WebM منتشر می‌شوند.
- پشتیبانی از مدل‌های سه بعدی (مشاهده پیش‌نمایش و تولید (Render) آن‌ها) در اکتبر ۲۰۱۲ به بستر اضافه شد؛ این مهم با به کارگیری HTML5 Canvs، Thinigiview، WebGL و Blender میسر شده است.

## جهت بررسی
- Creative Commons
- Free Cultural Works
- GNU
- List of AGPL web applications